# Самоуправна интересна заједница
Самоуправне интересне заједнице (СИЗ) су биле специфичне државне организације у систему самоуправног социјализма Социјалистичке Федеративне Републике Југославије, које су играле кључну улогу у организовању и управљању друштвеним делатностима. Ове институције представљају значајан облик самоуправне интеграције у одређеним делатностима и важан део уставног концепта самоуправног социјализма.

## Историјски развој и правни оквир
Самоуправне интересне заједнице су установљене као део шире реформе југословенског политичког система која је кулминирала Уставом из 1974. године. Први СИЗ-ови почели су да функционишу 1975. године, а њихово деловање трајало је до 1990. године.
Њихово формирање произашло је из потребе за деетатизацијом одређених функција које су до тада биле у већој или мањој мери у надлежности државних органа. Кроз систем самоуправних интересних заједница подруштвљавао се читав низ послова и функција преношењем на механизам самоуправног споразумевања и договарања.
Према Уставу СФРЈ из 1974. године, самоуправне интересне заједнице оснивају радни људи, непосредно или преко својих самоуправних организација и заједница као корисници услуга заједно са радницима организација удруженог рада који обављају послове у тим делатностима као даваоци услуга.

## Класификација и врсте СИЗ-ова

### Основна подела
Према Уставу из 1974. године разликују се две основне категорије самоуправних интересних заједница:
- Прва категорија — СИЗ-ови који се формирају ради организоване слободне размене рада између радника у организацијама удруженог рада друштвених делатности (одгој, образовање, култура и др.) и радника који су корисници услуга тих делатности.
- Друга категорија — СИЗ-ови формирани ради задовољавања одређених личних и заједничких потреба и интереса заједничким удруживањем средстава (пензијско, инвалидско осигурање и сл.).

### Хијерархијска структура
Систем СИЗ-ова био је организован хијерархијски на више нивоа:
- Основне самоуправне интересне заједнице (ОСИЗ) — за одређена подручја или за остваривање заједничких циљева и интереса
- Удружене самоуправне интересне заједнице (УСИЗ) — удруживање СИЗ-ова који обухватају сродне и ближе повезане шире заједничке интересе

### Територијална организација
СИЗ-ови су формирани према потреби на различитим нивоима:
- Ниво месне заједнице
- Општински ниво
- Градски ниво
- Регионални ниво
- Републички ниво

## Делатности и надлежности
Самоуправне интересне заједнице обухватале су широк спектар друштвених делатности:

### Друштвене делатности
- Образовање и наука
- Култура и уметност
- Здравство
- Социјална заштита
- Физичка култура и спорт

### Социјално осигурање
- Пензијско и инвалидско осигурање
- Здравствено осигурање
- Друге врсте социјалног осигурања

### Комуналне и инфраструктурне делатности
- Стамбене заједнице
- Комуналне делатности
- Саобраћај
- Електропривреда
- Водопривреда

## Организација и функционисање

### Делегатски систем
Управљање самоуправним интересним заједницама остваривало се преко скупштина самоуправних интересних заједница у којима су заседали делегати које радни људи и организације удруженог рада и друге самоуправне организације и заједнице (чланови интересне заједнице) бирају и опозивају.
Делегатски систем је представљао универзални принцип функционисања друштвено-политичког система, омогућавајући да организовани радни људи и грађани у основним самоуправним организацијама и заједницама непосредно учествују у процесу одлучивања о свим битним друштвеним питањима.

### Самоуправни споразуми
Правни основ за функционисање СИЗ-ова чинили су самоуправни споразуми којима се уређивали међусобни односи у тим заједницама. Овим споразумима су се утврђивала права, обавезе и одговорности у СИЗ-у. Самоуправни споразуми су били основни правни акти којима се уређивали самоуправни односи унутар организација удруженог рада и самоуправних организација.

### Финансирање
За разлику од претходних фондова, заједница и завода за исте или сличне делатности, функција СИЗ-ова није се битно мењала од функције фондова; разлика је била првенствено у начину управљања и одлучивања. У самоуправним интересним заједницама радни људи су плаћали доприносе овим заједницама из својих доходака и из дохотка основних организација удруженог рада.

## Однос према другим самоуправним институцијама
СИЗ-ови су били саставни део ширег система самоуправних институција заједно са:
- Организацијама удруженог рада
- Месним заједницама
- Друштвено-политичким организацијама

Овај систем је требало да омогући да самоуправљање израсте у интегралан систем друштвених односа и организације друштва. Комуна је требало да постане основна платформа за артикулацију и интеграцију самоуправних интереса и потреба радника изражених кроз различите самоуправне институције.

## Крај функционисања
Самоуправне интересне заједнице престале су да функционишу 1990. године са започињањем процеса демократских промена и распада социјалистичког система. Њихова честа укидања, спајања, раздвајања, издвајања и промене назива стварају проблеме при сређивању архивског градива, што се одражава на рад историјских истраживача.
Након распада Југославије, функције које су обављале СИЗ-ове преузеле су различите државне институције новостворених држава, организоване по другачијим принципима и са различитим називима.

## Историјски значај
Самоуправне интересне заједнице представљају јединствену институционалну иновацију у историји социјалистичких система, покушај стварања алтернативе како совјетском државном социјализму тако и западним либерално-демократским системима. Оне су биле део амбициозног пројекта изградње самоуправног социјализма као „трећег пута” између источног и западног блока.
Иако су престале да постоје, СИЗ-ови остају значајна тема проучавања за истраживаче друштвених наука, правнике и историчаре који се баве феноменом самоуправног социјализма и институционалним иновацијама 20. века.